# Alperen Duymaz
Alperen Duymaz (* 3. November 1992 in Ankara) ist ein türkischer Schauspieler und Model.

## Leben und Karriere
Duymaz wurde am 3. November 1992 in Ankara geboren. Er studierte an der Hacettepe-Universität. Sein Debüt gab er 2015 in der Fernsehserie Tatlı Küçük Yalancılar. Im selben Jahr spielte er in Acı Aşk mit. Außerdem bekam er 2016 eine Rolle in Bodrum Masalı. 2018 spielte er in dem Kinofilm Direniş Karatay mit. Unter anderem tauchte er in Çukur auf. Zwischen 2018 und 2019 wurde er für die Serie Çarpışma gecastet. 2021 spielte Duymaz in der Serie Son Yaz mit.

## Filmografie
Filme
- 2018: Direniş Karatay

Serien
- 2015: Acı Așk
- 2015–2016: Tatlı Küçük Yalancılar
- 2016–2017: Bodrum Masalı
- 2018: Çukur
- 2018–2019: Çarpışma
- 2020: Zemheri
- 2021: Son Yaz
- 2022: Erkek Severse
- 2023: Ego
- 2024: Kül